# مینورو کوباتا
مینورو کوباتا (به انگلیسی: Minoru Kobata) بازیکن فوتبال اهل ژاپن و عضو تیم ملی فوتبال ژاپن است که در تاریخ ۳۱ ژوئیه ۱۹۷۰ میلادی اولین بازی ملی‌اش را انجام داد. او در ۱۳ بازی ملی حضور داشت و آخرین بازی ملی خود را در تاریخ ۲۳ ژوئن ۱۹۷۳ میلادی انجام داد. مینورو کوباتا در بازی‌های ملی‌اش
گلی به ثمر نرساند.